# René Reinicke
René Reinicke (1860 – 1926) è stato un illustratore e pittore tedesco.

## Biografia
René Reinicke è nato a Strenznaundorf, Sassonia-Anhalt nel 1860. Studiò prima arte a Weimar e successivamente a Düsseldorf e a Monaco. Reinicke ha lavorato come grafico designer e illustratore per numerose riviste Art Nouveau.

## Galleria d'immagini

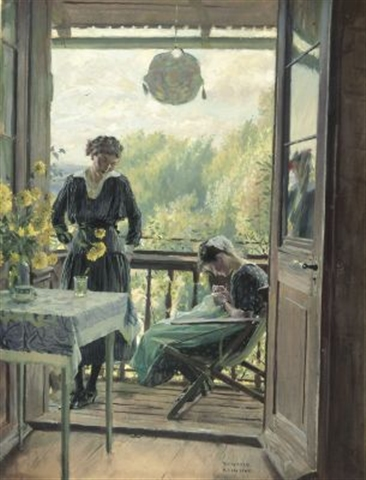
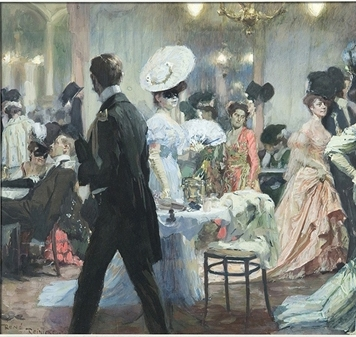
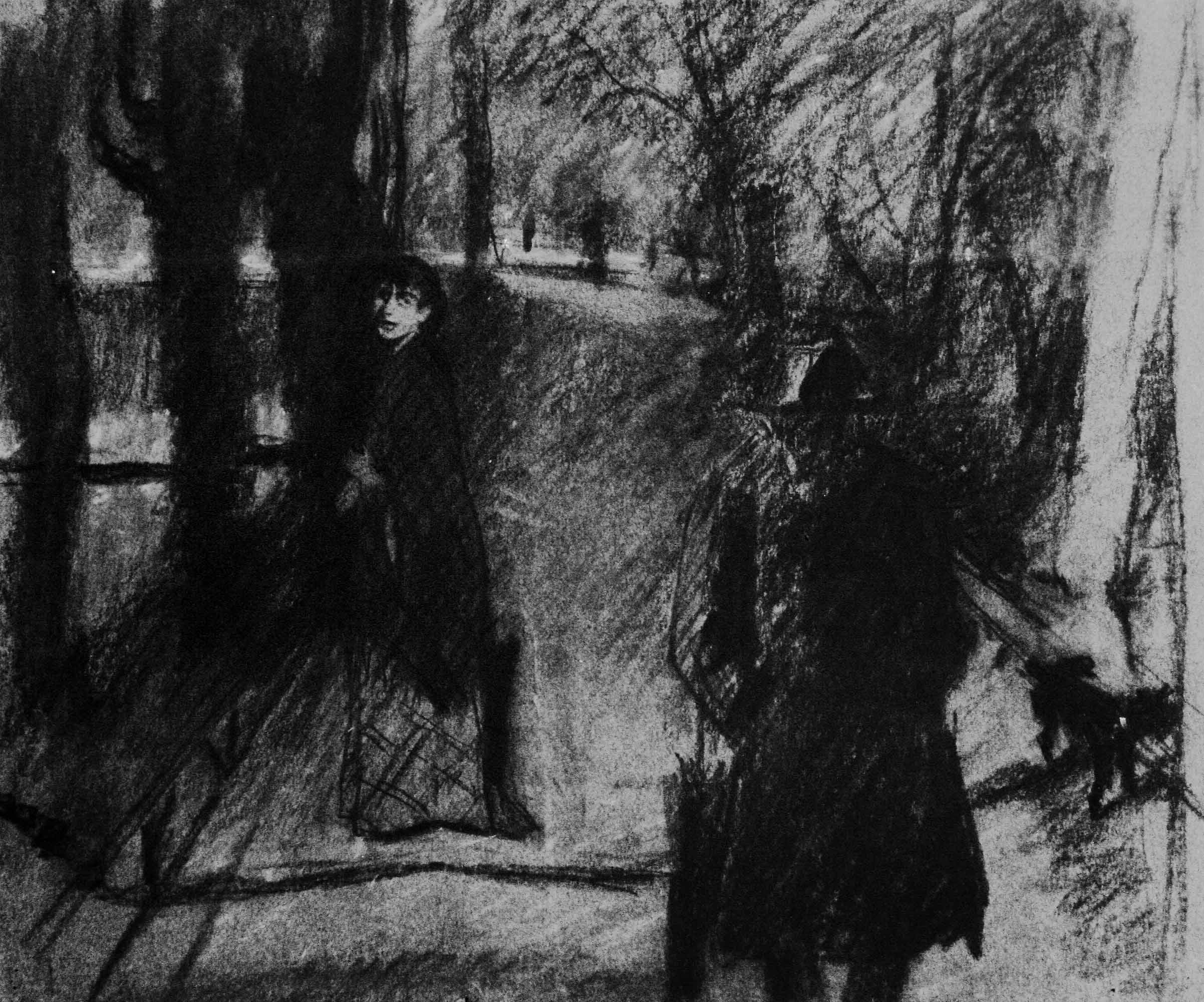
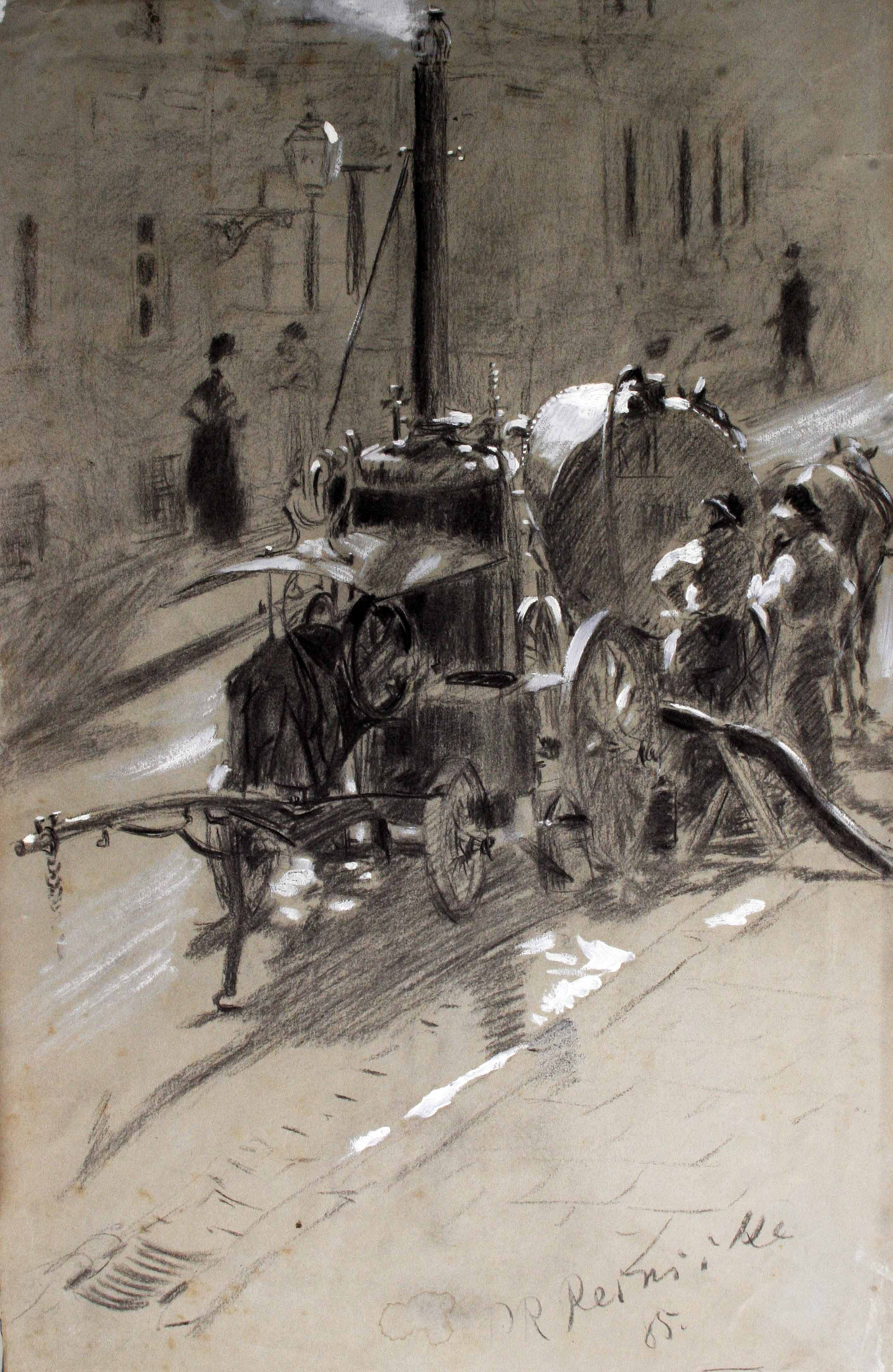
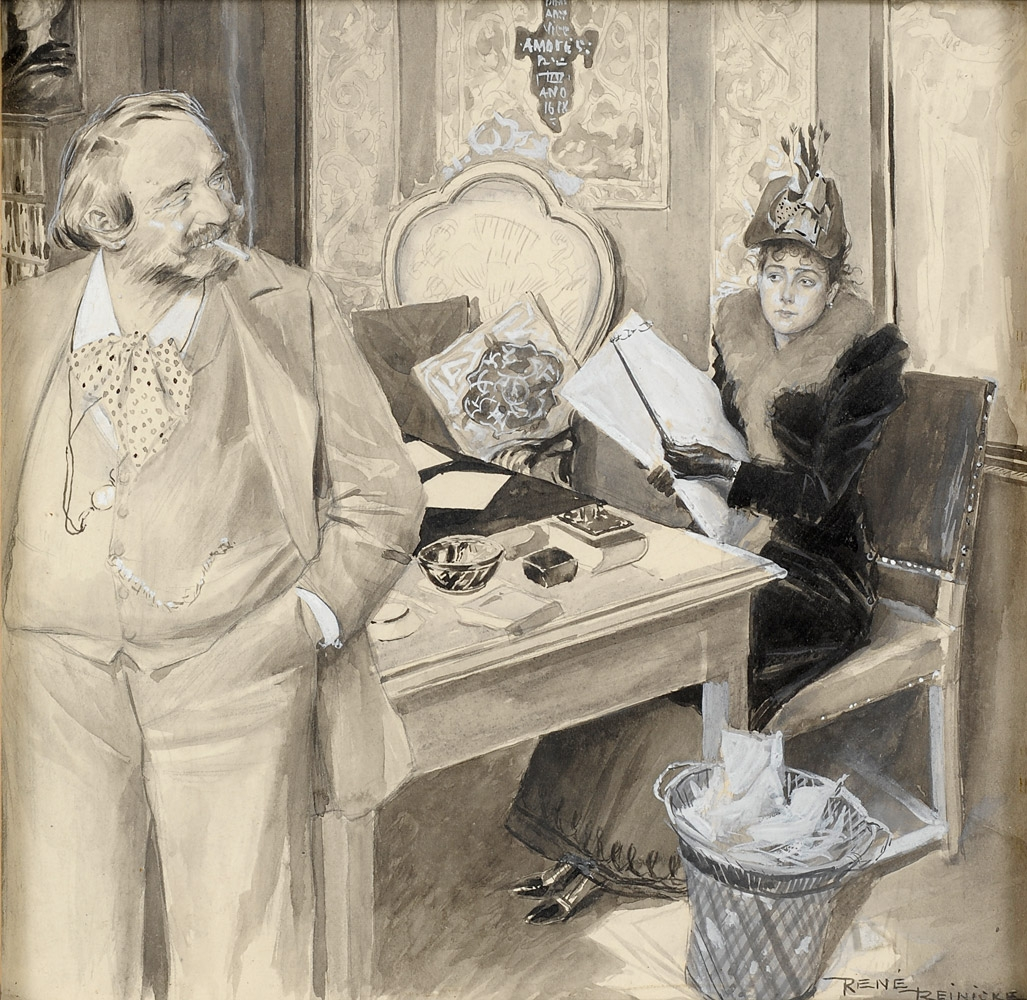